# Шлехтер, Рудольф
Фри́дрих Ри́хард Рудо́льф Шле́хтер (нем. Friedrich Richard Rudolph Schlechter, 16 октября 1872, Берлин, — 15 ноября 1925, Берлин) — немецкий путешественник, географ и ботаник конца XIX века — первой четверти XX века.

## Научная деятельность
Ботаник по призванию, Шлехтер осуществил много экспедиций в Африку, Индонезию, на Новую Гвинею (которая в его время была колонией Германии), в Южную и Центральную Америку и Австралию.
По заданию Колониального экономического комитета (нем. Kolonialwirtschaftliches Komitee) в Берлине искал каучуконосные растения.
Опубликовал несколько работ по географии.
Обширный гербарий Шлехтера, хранившийся в Берлине, был уничтожен во время бомбардировки в 1945 году. Часть гербария под названием Plantae Schlechterianae, содержащая растения Капской области, в количестве около 600 экземпляров, собранных в 1894—1895 годах, находится в Гербарии имении И. П. Бородина Санкт-Петербургской лесотехнической академии.
Шлехтер описал множество новых таксонов растений[каких?].
В честь Шлехтера названы роды растений:
- Шлехтерара (×Schlechterara Garay & H.R.Sweet) гибрид из семейства Орхидные
- Шлехтериантус (Schlechterianthus Quisumb.) семейства Ластовневые
- Шлехтерина (Schlechterina Harms) семейства Страстоцветные.
- Шлехтерия (Schlechteria Bolus ex Schltr.) семейства Капустные
- Шлехтероорхис (Schlechterorchis Szlach.) семейства Орхидные
- Шлехтероскиадиум (Schlechterosciadium H.Wolff) семейства Зонтичные

В честь его брата, Максимилиана (Макса) Шлехтера (Maximilian (Max) Schlechter, 1874—1960), назван род Шлехтерантус (Schlechteranthus Schwantes).

## Печатные труды
- Schlechter, Rudolf. Die Guttapercha- und Kautschuk-Expedition des Colonial-Wirtschaftlichen Komitees, wirtschaftlicher Ausschuss der Deutschen Kolonialgesellschaft nach Kaiser Wilhelmsland 1907—1909. — Berlin : Kolonial-Wirtschaftl. Komitee, 1911 (нем.)
- Schlechter, Rudolf. Die Orchideen, ihre Beschreibung, Kultur und Züchtung. — Berlin : Parey, 1914 (нем.)
- Schlechter, Rudolf. Die Orchidaceen von Deutsch-Neu-Guinea. — Dahlem b. Berlin : Verl. d. Repertorium Gebr. Borntraeger, 1914 (нем.)
- Schlechter, Rudolf. Orchideologiae Sino-Japonicae Prodromus. — Dahlem b. Bln : Repertorium, 1919 (нем.)
- Schlechter, Rudolf. Beiträge zur Orchideenkunde von Colombia. — Dahlem b. Berlin, Fabeckstr. 49 : Verlag d. Repertoriums, 1924 (нем.)
- Schlechter, Rudolf. Orchidaceae Perrierianae. — Dahlem b. Berlin : Verlag d. Repertoriums, 1925 (нем.)
- Schlechter, Rudolf. Die Orchideenflora von Rio Grande do Sul. — Dahlem b. Berlin : Verlag d. Repertoriums, 1925 (нем.)
- Schlechter, Rudolf. Die Orchideen, ihre Beschreibung, Kultur und Züchtung. — Berlin : P. Parey, 1927, 2., neubearb. Aufl. / hrsg. von E. Miethe (нем.)
- Schlechter, Rudolf. Figuren-Atlas zu den Orchideenfloren der südamerikanischen Kordillerenstaaten. — Dahlem bei Berlin : Prof. Dr. Fr. Fedde, 1929 (нем.)